# Commissaire X et les Trois Serpents d'or
Pour plus de détails, voir Fiche technique et Distribution.
Commissaire X et les Trois Serpents d'or (titre original : Kommissar X – Drei goldene Schlangen) est un film d'espionnage thaïlando-germano-italien réalisé par Roberto Mauri.
Il s'agit du sixième film de la série Commissaire X (de), adaptée des romans de Paul Alfred Müller et produite par Theo Maria Werner.

## Synopsis
Madame Kim So est connue en Thaïlande comme une grande bienfaitrice, mais elle possède aussi "L'Île aux mille fleurs de lotus". Sur cette île, elle entraîne des nombreuses filles qui sont enlevées et soumises à la torture, offertes à des touristes sexuels étrangers. Le signe distinctif de la bande de Kim So est un tatouage avec trois serpents.
Lorsque Phyllis Leighton est kidnappée sur l'île, sa tante Maud appelle le Commissaire X. Il parvient grâce à un touriste, Mezanto, à se rendre sur l'île. Seulement le capitaine Tom Rowland et les parachutistes thaïlandais cherchent aussi à arrêter le gang.

## Fiche technique
- Titre : Commissaire X et les Trois Serpents d'or
- Titre original : Kommissar X – Drei goldene Schlangen
- Réalisation : Roberto Mauri
- Scénario : Gianfranco Parolini sous le nom de "Robert F. Atkinson", Jameson Brewer, Manfred R. Köhler
- Musique : Roberto Pregadio et Francesco De Masi (non crédité)
- Direction artistique : Niko Matul
- Photographie : Francesco Izzarelli (de), Rüdiger Meichsner (de)
- Montage : Sandro Lena
- Production : Theo Maria Werner, Ralph Zucker
- Sociétés de production : G.I.A. Cinematografica (Rome), Parnass Film (Munich), Thai Tri Mitr Films (Bangkok)
- Société de distribution : Constantin Film
- Pays d'origine :  Allemagne de l'Ouest,  Italie,  Thaïlande
- Langue : allemand
- Format : Couleurs - 1,66:1 - Mono - 35 mm
- Genre : Espionnage
- Durée : 88 minutes
- Dates de sortie :
  -  Allemagne de l'Ouest : 18 avril 1969.
  -  France : 29 mars 1972[1].
  -  Mexique : 22 janvier 1976.

## Distribution
- Tony Kendall: Commissaire X
- Brad Harris: Capitaine Tom Rowland
- Monica Pardo: Kathin Russell
- Loni Heuser: Maud Leighton
- Hansi Linder: Phyllis Leighton
- Herbert Fux: Un tueur

## Source de traduction
- (de) Cet article est partiellement ou en totalité issu de l’article de Wikipédia en allemand intitulé « Kommissar X – Drei goldene Schlangen » (voir la liste des auteurs).